# Campeonato Femenino de la AFC de 1989
El Campeonato Femenino de la AFC de 1989 se celebró del 19 al 29 de diciembre de 1989 en Hong Kong. China ganó el torneo por segunda vez consecutiva en la final contra el China Taipéi.

## Fase de grupos

### Grupo A
| Equipo          | PJ | PG | PE | PP | GF | GC | Dif. | Pts. |
| --------------- | -- | -- | -- | -- | -- | -- | ---- | ---- |
| China           | 3  | 3  | 0  | 0  | 8  | 2  | +6   | 6    |
| China Taipéi    | 3  | 2  | 0  | 1  | 8  | 2  | +6   | 4    |
| Corea del Norte | 3  | 1  | 0  | 2  | 6  | 7  | -1   | 2    |
| Tailandia       | 3  | 0  | 0  | 3  | 1  | 12 | -11  | 0    |

| 18 de diciembre de 1989 | China       | 1-0 | China Taipéi | Estadio Hong Kong, |  |
|                         | Weiying 30' |     |              |                    |  |

| 21 de diciembre de 1989 | China                                   | 4-1 | Corea del Norte | Estadio Mong Kok, |  |
|                         | Weiying 19', 38' · Yan 35' · Ailing 66' |     | Jong-Ae 29'     |                   |  |

| 21 de diciembre de 1989 | China Taipéi | 5-0 | Tailandia | Estadio Mong Kok, |  |
|                         |              |     |           |                   |  |

| 23 de diciembre de 1989 | China                              | 3-1 | Tailandia           | Estadio Mong Kok, |  |
|                         | Lirong 36' · Weiying 62' · Yan 70' |     | Kridsanachandee 34' |                   |  |

| 23 de diciembre de 1989 | China Taipéi                    | 3-1 | Corea del Norte | Estadio Mong Kok, |  |
|                         | Su-Jean 24', 55' · Pau-Tsai 77' |     | Mi-Gyong 30'    |                   |  |

| 24 de diciembre de 1989 | Corea del Norte | 4-0 | Tailandia | Estadio Mong Kok, |  |
|                         |                 |     |           |                   |  |

### Grupo B
| Equipo    | PJ | PG | PE | PP | GF | GC | Dif. | Pts. |
| --------- | -- | -- | -- | -- | -- | -- | ---- | ---- |
| Japón     | 3  | 3  | 0  | 0  | 28 | 0  | +28  | 6    |
| Hong Kong | 3  | 1  | 1  | 1  | 3  | 3  | 0    | 3    |
| Indonesia | 3  | 1  | 1  | 1  | 8  | 11 | -3   | 3    |
| Nepal     | 3  | 0  | 0  | 3  | 0  | 25 | -25  | 0    |

| 18 de diciembre de 1989 | Hong Kong                        | 3-0 | Nepal | Estadio Hong Kong, |  |
|                         | Sau-King 14', 67' · Fung-Man 77' |     |       |                    |  |

| 19 de diciembre de 1989 | Japón                                                                              | 11-0 | Indonesia | Estadio Mong Kok, |  |
|                         | Nagamine 1', 16' · Tezuka 5', 79' · Handa 11' · Takakura 18', 51', 71' · Kioka 33' |      |           |                   |  |

| 22 de diciembre de 1989 | Indonesia | 8-0 | Nepal | Estadio Mong Kok, |  |
|                         |           |     |       |                   |  |

| 22 de diciembre de 1989 | Japón                               | 3-0 | Hong Kong | Estadio Mong Kok, |  |
|                         | Nagamine 4' · Yamada 48' · Noda 70' |     |           |                   |  |

| 24 de diciembre de 1989 | Japón | 14-0 | Nepal | Estadio Mong Kok, |  |
|                         |       |      |       |                   |  |

| 24 de diciembre de 1989 | Hong Kong | 0-0 | Indonesia | Estadio Mong Kok, |  |
|                         |           |     |           |                   |  |

## Fase final
|  | Semifinales     | Semifinales     |   |                 | Final           | Final |  |
|  |                 |                 |   |                 |                 |       |  |
|  |                 |                 |   |                 |                 |       |  |
|  | 26 de diciembre |                 |   |                 |                 |       |  |
|  | China           | 7               |   |                 |                 |       |  |
|  | Hong Kong       | 0               |   |                 |                 |       |  |
|  |                 |                 |   |                 |                 |       |  |
|  |                 |                 |   |                 | 29 de diciembre |       |  |
|  |                 |                 |   |                 | China           | 1     |  |
|  |                 | China Taipéi    | 0 |                 |                 |       |  |
|  |                 |                 |   |                 |                 |       |  |
|  |                 |                 |   |                 |                 |       |  |
|  |                 |                 |   |                 | Tercer lugar    |       |  |
|  | 26 de diciembre | 26 de diciembre |   | 29 de diciembre | 29 de diciembre |       |  |
|  | Japón           | 0               |   | Japón           | 9               |       |  |
|  | China Taipéi    | 1               |   |                 | Hong Kong       | 0     |  |

### Semifinales
| 26 de diciembre de 1989 | China                                           | 7-0 | Hong Kong | Estadio Mong Kok, |  |
|                         | Yan ?', ?', ?', ?', ?' · Ailing ?' · Qingmei ?' |     |           |                   |  |

| 26 de diciembre de 1989 | Japón | 0-1 | China Taipéi | Estadio Mong Kok, |  |
|                         |       |     | Tai-Ying 10' |                   |  |

### Tercer lugar
| 29 de diciembre de 1989 | Japón                                                                                          | 9-0 | Hong Kong | Estadio Mong Kok, |  |
|                         | Futaba Kioka ? (pen.)', ? (pen.)', ? (pen.)', ?' · Handa ?', ?', ?' · Watanabe ?' · Matsuda ?' |     |           |                   |  |

### Final
| 29 de diciembre de 1989 | China  | 1-0 | China Taipéi | Estadio Hong Kong, |  |
|                         | Li 23' |     |              |                    |  |